# フォード・クーガ
クーガ（KUGA）は、フォード・ヨーロッパにより生産され、ヨーロッパ諸国、アフリカの一部、アルゼンチン、香港、ブルネイ、日本などの一部アジア諸国で販売されるコンパクトクロスオーバーSUVである。
なお、日本国内における販売においては、2016年下半期をもってフォードが日本市場から撤退したため、日本国内における販売は終了している。

## 概要
車名の「kuga」は造語であり、クロアチア語、セルビア語、スロベニア語、ボスニア語などのスラヴの言語で、ペストを意味することもあるが、意図して命名されたわけではない。

## 初代（2008年 - 2012年）

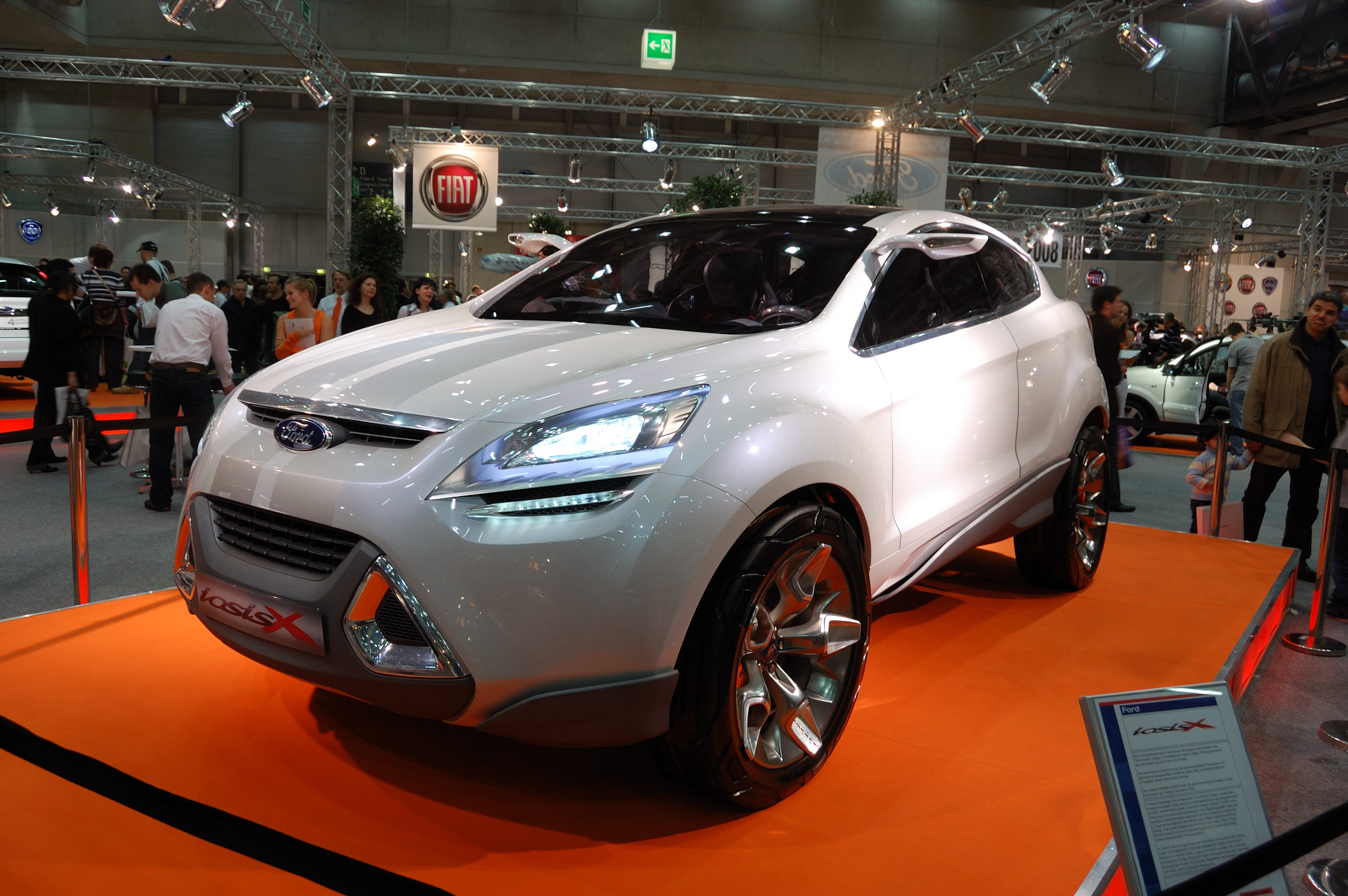
Iosis X

モンディアル・ド・ロトモビル 2006にコンセプトカー「Iosis X」を出品、2007年9月のフランクフルトモーターショー（IAA）に量産試作車が参考出品され、2008年3月のジュネーブモーターショーにて制式発表、販売が開始された。
プラットフォームは、同社のフォーカスやマツダ・アクセラ、ボルボ・S40 / V50と共通の、フォード・C1プラットフォームが採用された。
エクステリアは近年の欧州フォード車に共通する「キネティックデザイン」が採用され、彫りの深い造形と先鋭的なイメージ、そして大胆さを表現している。生産は、ドイツのフォード ザールルイ工場において行われる。
当初、北米で販売される計画もあったが、ドル ユーロの為替レートの関係で、計画は中止された。しかし、2008年7月には、北米における販売の再計画が行われていることが報じられ、のちに意匠の一部を手直ししたうえで3代目エスケープとして販売されることになった（のちに2代目が同じボディを採用したため、完全な兄弟車となる）。
エンジンは直列5気筒 2.5L ターボガソリンエンジンと、DPF付き 2.0L コモンレールターボディーゼルエンジンが設定され、6速MT、もしくは5速ATが組み合わされる。
駆動方式は前輪駆動（以下FF）と四輪駆動（以下AWD）のいずれかを選択することができ、後者についてはスタンバイ4WDの一種であるインテリジェントAWDシステムを採用している。同システムに採用される、後輪にトルクを配分する「アクティブ オンデマンド カップリング」は、エンジン、ABS、ESP、TCSなど、さまざまなセンサーから送られてくる情報を瞬時に演算し、加・減速時に最適なトルクを車輪に配分する。また、発進時から最大10％のトルクを後輪にも伝達し、前輪のホイールスピンを防止するなど、きめ細かい制御となっている。
当初の駆動方式とエンジンの組み合わせは、
- FF用 2.0L 直4ディーゼル：100kW（136ps）/4000rpm、320 - 340N・m（32.6 - 34.7kgm・f）/1750 - 2750rpm
- AWD用 2.5L 直5ガソリン：147 kW（200ps）/6000rpm、320N・m（32.6kgm・f）/1600 - 4000rpm

の2種類で、2010年2月のマイナーチェンジでは、ガソリンエンジンに変更は無かったものの、FF用ディーゼルエンジンの出力が向上し、新たにAWD用として、同形式ながら出力をさらに高めたディーゼルエンジンが加わり、全3種となっている。
- FF用 2.0L 直4ディーゼル：103kW（140 ps）/3750rpm、320Nm（32.6kgm・f）/1750-2750
- AWD用 2.0L 直4ディーゼル：120kW（163 ps）/3750rpm、340Nm（34.7kfm・f）/2000 - 3250rpm

内装材はアレルギー対策として、人体に影響を及ぼす有機ハロゲン化合物類が低レベルに抑えられており、TOX PROOFの認証を受けている。
2010年7月23日　フォード・ジャパンが同年秋日本に導入すると発表（2.5Lターボ+デュラシフト5トロニック（5AT）+AWDのみ）、同日、六本木ヒルズにて発表会が行われた。欧州生産モデルが数年ぶりに日本市場で発売されることになる。
2010年10月6日　日本での販売を開始。グレードは「Titanium（タイタニアム）」と「Trend（トレンド）」の2種で、全車にフォード・パワースタートボタンやインテリジェントAWDシステム、車の横転を防止するARM（アンチロールオーバーミティゲーション）、両席+サイド+サイドカーテンエアバッグ、ESP、統合的に各乗員保護装置を機能させる「インテリジェントプロテクションシステム」、サイドビューカメラ等を標準装備としている。
タイタニアムは以上に加え、バイキセノンHIDヘッドランプ（オートランプつき）、雨滴感知式フロントワイパー、自動防眩ルームミラー、赤外線反射コーティングを施した1.050×785mmのガラス製パノラミックルーフを採用。また、オートスピードコントロールや左右独立温度調整機能付オートエアコン、シートヒーター内蔵のフロント本革パワーシート、運転席／助手席シートバックテーブルなども備える。
カーオーディオはソニー製の2DINサイズのCDプレーヤーが搭載されているが、ナビゲーションについては、ディーラーオプションの形で設定されている。
2012年9月1日、最上級グレードとして「Individual（インディビデュアル）」を追加。バンパー開口部に台形のスクープを加えた他、各部にエアロパーツを組み込み、アルミホイールはタイタニアムより1インチ大きい19インチとなる。

## 2代目（2013年 - 2019年）
2012年のジュネーブモーターショーで初披露され、その後、欧州市場で販売を開始。
先代からのデザインアイコンである「キネティックデザイン」を継承しつつも、「ワン・フォード・プログラム」に則り、2012年に北米市場で発表された3代目エスケープと共通のボディに変更された。
メカニズムも一新され、プラットフォームは3代目フォーカスで採用されたC1プラットフォームの改良版を採用。ガソリンエンジンはそれまでの2.5L・直5から新開発の1.6L・直4直噴ターボの「エコブースト」にダウンサイジングするとともに、6速ATに変更したことで燃費も2割以上も向上。ディーゼルエンジンは出力特性に応じ、2種の2.0Lターボディーゼル「TDCi」を用意。インテリジェントAWDはハルデックス製から自社製に切り替えたことで「前100：後0～前0：後100」の制御を可能とした。
安全面については前席はもちろん、サイド、カーテン、ニーにまでエアバッグを備えることで乗員を保護。また、30km/h以下での事故を回避・軽減させる「アクティブシティストップ」や走行中に斜後方の死角に入る障害物や車両を検知して注意を促す「ブラインドスポットインフォメーション」も装備する。
また、エスケープで先行採用された足をリヤゲート下にかざすと開く「ハンズフリーテールゲート」も採用され、インテリアも全面刷新することで操作性とベンチレーション性能を向上させた。
2016年2月19日には、マイナーチェンジモデルを発表。フロントフェイスが最新のフォードデザインに変更されたほか、テールランプ、リアバンパーに手が加えられた。

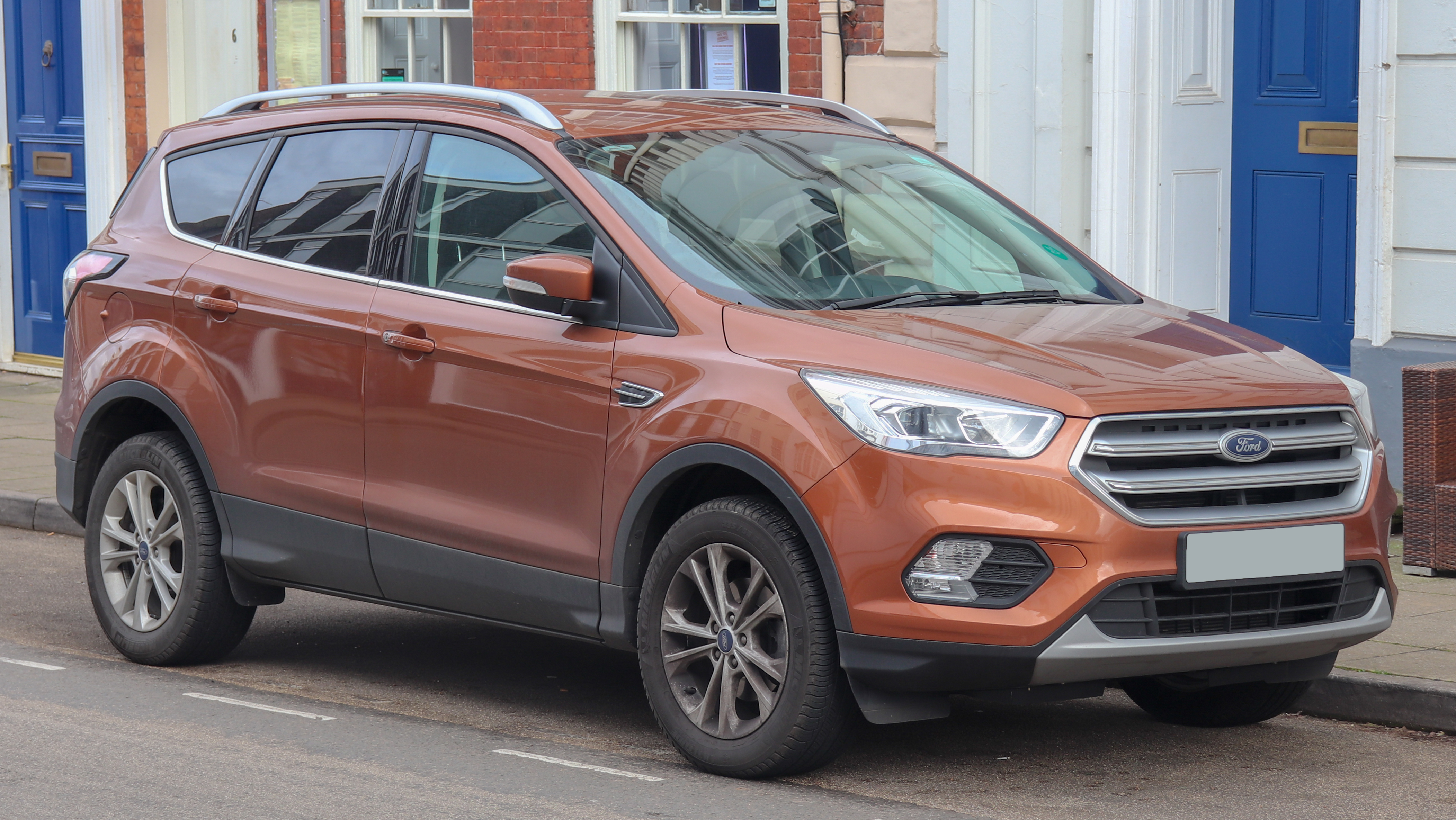
2016年改良型（Titanium）
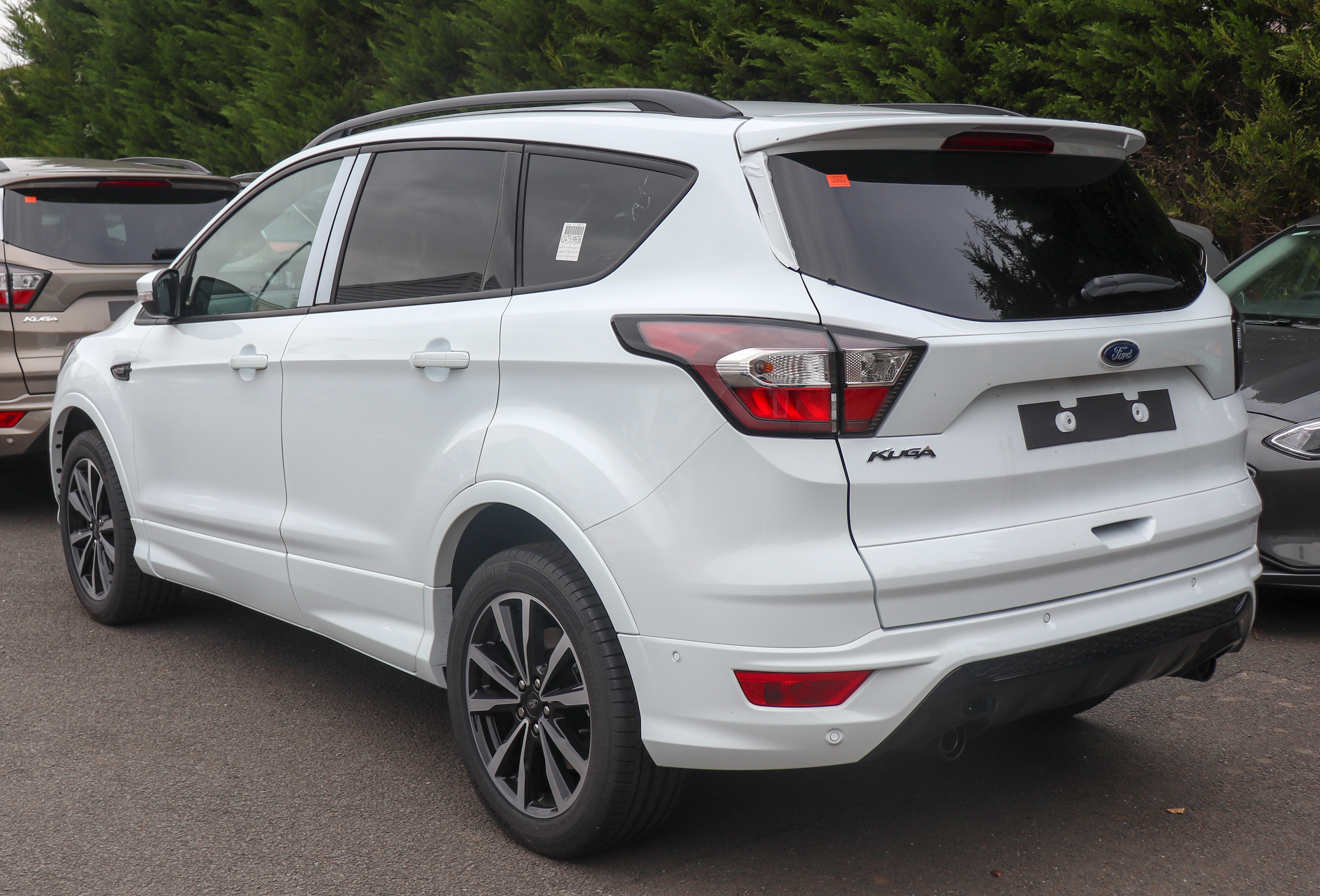
2016年改良型（ST-Line）

### 日本での販売
日本仕様車は2013年6月18日に発表、9月7日に発売を開始。メカニズムは1.6Lエコブースト+6AT+AWDのみの設定で、グレードはベースグレードの「トレンド」と安全装備を充実させた「タイタニウム」の2種。
2015年8月6日に、マイナーチェンジ版発表・9月5日に発売を開始した。「トレンド」に1.5Lエコブースト・「タイタニウム」に2.0Lエコブーストと、エンジン換装が行われ、アイドリングストップ機能も追加された。
2016年末、フォードの日本市場撤退のため、販売終了。

## 3代目（2019年 -）
ボディは先代と同じく、エスケープと共通となっている。エクステリアデザインは先代のエッジの立ったデザインからプーマと共通する抑揚のあるデザインに一新された。
プラットフォームは4代目フォーカスなどと同じC2プラットフォームを採用。パワートレインは1.5Lガソリンエンジン、1.5Lガソリンターボエンジン、2.0Lディーゼルエンジン、2.0Lマイルドハイブリッド付ディーゼルエンジンを設定。また、2.5Lガソリンエンジンと14.4kWhのバッテリーを搭載したプラグインハイブリッドモデルも設定した。

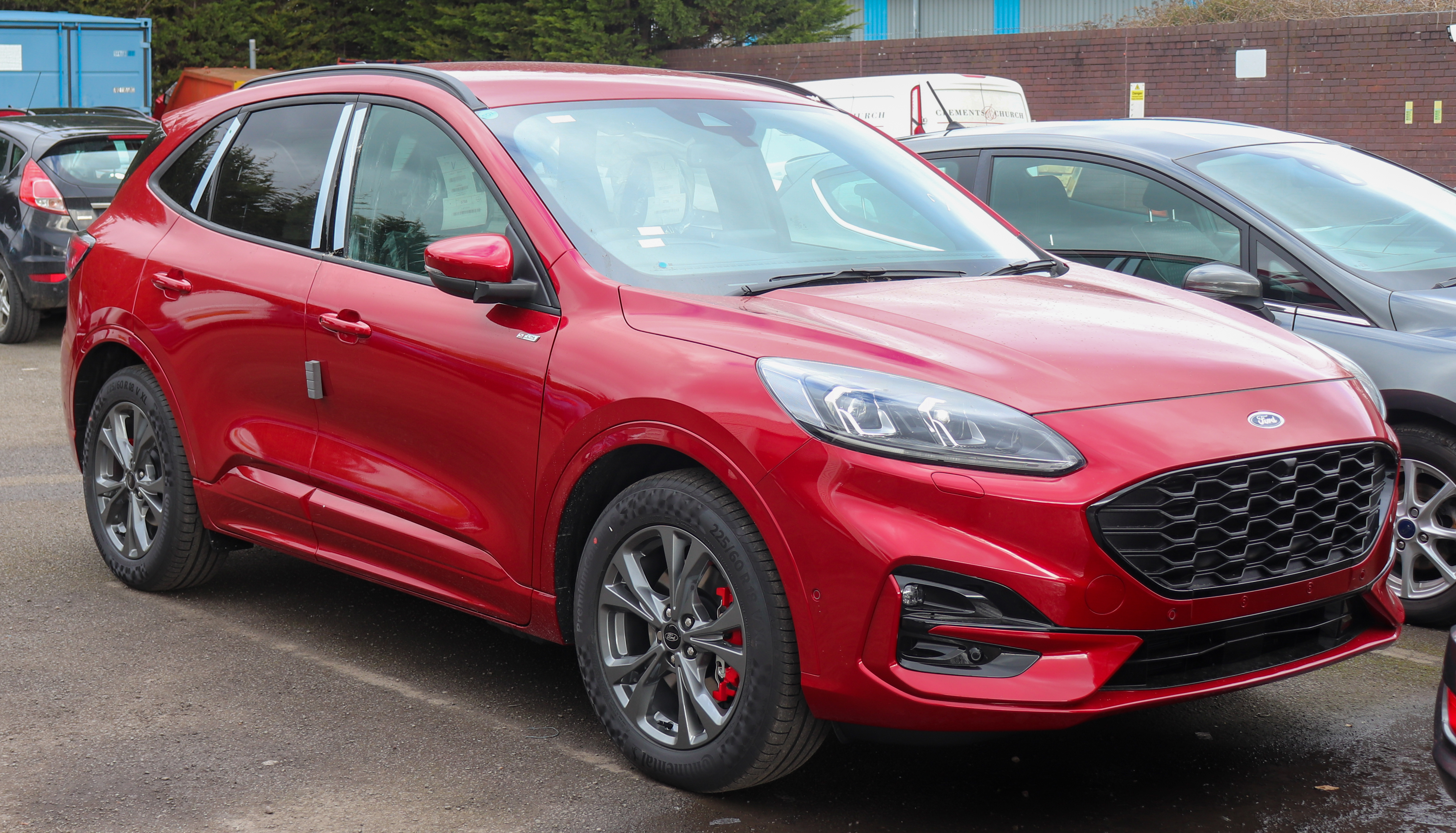
ST-Line Plug-In Hybrid
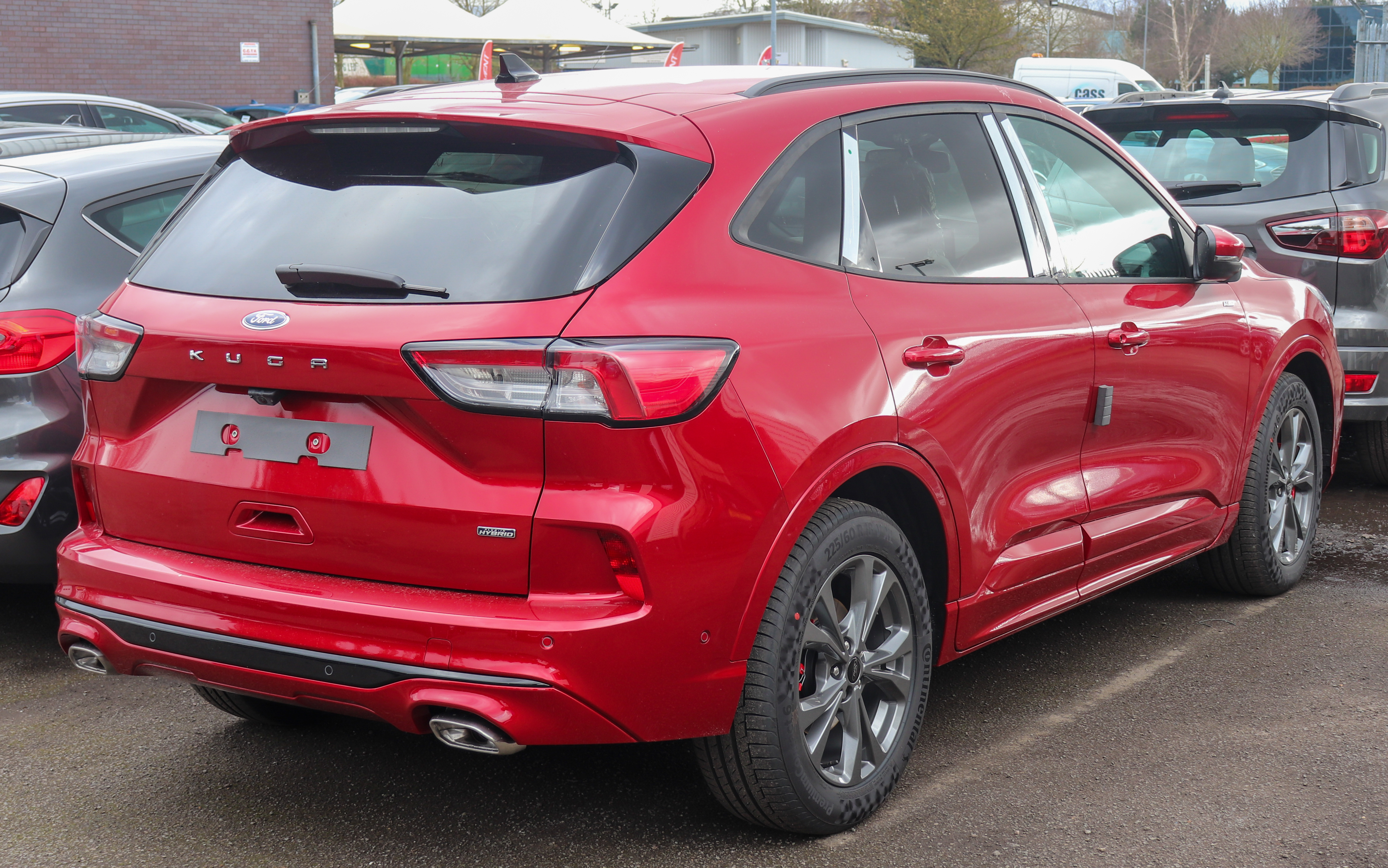
ST-Line Plug-In Hybrid